# ロナルト・ヴィンク
ロナルト・ヴィンク（Ronald Vink、1976年4月21日 - ）はオランダの車いすテニス選手。ビンクないしフィンクの表記もある。ロンドンパラリンピック車いすテニス男子シングルス銅メダリスト。

## 人物
北ホラント州フラフト・デライプにある村、西フラフトダイク（West-Graftdijk）出身。右利き。22歳のときに車いすテニスを始めた。パラリンピック初出場の北京大会では男子シングルスおよび男子ダブルスに出場、ともに4位の成績をおさめた。

## 主要大会獲得タイトル

### 男子ダブルス
- 全豪オープン
  - 2012[注釈 1]
- ウィンブルドン
  - 2007[注釈 1], 2008[注釈 1] 2011[注釈 2]
- 全米オープン
  - 2010[注釈 2]